# Reinout Scholten van Aschat
Reinout Scholten van Aschat (nascido em 9 de novembro de 1989) é um ator holandês.

## Carreira
Entre 2005 e 2009 desempenhou o papel de Roderick Lodewijkx na série de televisão Gooische Vrouwen. Ele também interpretou esse personagem no filme Gooische Vrouwen 2 de 2014.
Em 2012, ganhou o prêmio Bezerro de Ouro de Melhor Ator por seu papel no filme O Sequestro de Heineken. Ele também foi indicado ao mesmo prêmio em 2016 por seu papel no filme Beyond Sleep, uma adaptação cinematográfica do livro Nooit meer slapen de Willem Frederik Hermans.
Ele também atuou em episódios das séries de televisão Keyzer & De Boer Advocaten e Flikken Maastricht.

## Filmografia parcial
- 2007: Timboektoe
- 2011: The Heineken Kidnapping
- 2014: Gooische Vrouwen 2
- 2015: Cosmos Laundromat
- 2016: Beyond Sleep
- 2018: Capri-Revolution
- 2019: Nocturne
- 2020: De Oost
- TBA: Pijn
- TBA: Alpha